# بردگیم‌گیک
بوردگیم‌گیک (انگلیسی: BoardGameGeek; BGG) یک انجمن آنلاین برای علاقه‌مندان به بازی‌های تخته‌ای و یک پایگاه دادهٔ بازی است که نظرات، تصاویر و ویدیوها را برای بیش از ۱۲۵٬۶۰۰ بازی رومیزی مختلف، از جمله بازی‌های رومیزی به سبک اروپایی، بازی‌جنگی‌ها، و بازی‌های کارتی در اختیار دارد. علاوه بر پایگاه داده بازی، این سایت به کاربران اجازه می‌دهد تا بازی‌ها را در مقیاس ۱ تا ۱۰ رتبه‌بندی کنند و فهرست رتبه‌بندی بازی‌های رومیزی را منتشر می‌کند.